# Jack Kirby
Jack Kirby   (Nova York, 28 d'agost de 1917 - Thousand Oaks, 6 de febrer de 1994), nascut Jacob Kurtzberg, era un dibuixant, guionista de còmics, i responsable editorial. Era un dels dibuixants de còmic més coneguts i prolífics dels Estats Units d'Amèrica. El seu sentit de la dinàmica, la compaginació espectacular i els seus diàlegs impressionants han fet escola. És conegut com "The King" (el rei) entre aficionats als còmics per les seves múltiples contribucions al mitjà, i és autor de moltes sèries que van marcar la història dels còmics nord-americans.
El 1940 crea, amb Joe Simon, el Capità Amèrica; el 1947, encara amb Joe Simon inventa el gènere de còmics romàntics; a la dècada de 1960, amb Stan Lee, va crear molts superherois que donen la fama a l'editorial Marvel Comics, incloent Els Quatre Fantàstics, Hulk, Thor, X-Men o els Venjadors, entre d'altres.
finalment a la dècada de 1970 per a DC Comics va començar el seu treball més ambiciós, format per quatre còmics connectats per formar una sola saga, Fourth World. Després d'això, va seguir una carrera encara fructífera per a Marvel o per a editorials independents.
D'aquesta manera, marca el món dels còmics produint obres que tenen un autèntic èxit popular i que sempre són admirades pels seus companys. Malgrat aquest reconeixement, Jack Kirby té problemes amb els seus editors, especialment Marvel, que no reconeix els drets d'autor; aquest conflicte, que havia acabat durant la vida de Jack Kirby, va ser reprès pels seus fills. Però si el seu nom continua sent conegut en el món dels còmics, és sobretot gràcies a la força del seu art que s'adapta perfectament a l'estil èpic de les històries de superherois.

## Biografia
Jacob Kurtzberg era el fill d'una família modesta, d'immigrants austríacs, que vivien al barri novaiorquès de Lower East Side. Aquest era un barri conflictiu, però va viure una infància relativament feliç, malgrat que hi sovintejaven les baralles. Aquest fet, d'haver viscut moltes baralles de carrer, li va servir com a experiència per, posteriorment, en els seus inicis, dibuixar els protagonistes dels seus còmics de superherois, a l'hora de dibuixar les batusses entre ells.
Des de menut li varen agradar els contes i les històries fantàstiques, que en un principi li explicava la seva mare, però més endavant ho va complementar amb la lectura de còmics i pulps. Les aventures de ciència-ficció, que llegia en algun d'aquests Pulps, el van impressionar en gran manera. Una altra de les influències li va venir per la lectura de les tires còmiques, dels diaris d'aquella època. En aquests diaris les tires diàries i els dominicals varen servir perquè dibuixants i guionistes de la talla de Hal Foster, amb el Príncep Valent, Milton Caniff, dibuixant de Terry and the pirates i la narrativa de Billy DeBeck a Barney Google, publiquessin els treballs que van influir en Jack Kirby.
Amb catorze anys, va anar a estudiar a una escola d'art, però el seu talent natural era molt gran i li costava molt d'adaptar-se a les estrictes normes de l'ensenyament artístic acadèmic. Això va fer que abandones els estudis reglats i es fes autodidacta. Aquest fet va fer que l'evolució com a dibuixant fos una mica més lenta, i els seus dibuixos una mica matussers, però d'altra banda, el fet de no tenir pautes preestablertes, va fer que el seu dibuix es desenvolupés amb llibertat, arribant a ser totalment innovador. Jack Kirby, dibuixava per instint, i s'inventava els muscles del cos humà, perquè les seves figures tinguessin força i impacte visual, això era perquè mai no havia estudiat anatomia humana amb profunditat, com ell mateix va reconèixer. Encara a l'adolescència, no tenia clar si volia fer còmics, tires de premsa, animació o qualsevol activitat relacionada, el que sí que tenia molt clar era que volia explicar històries.

### Joventut i inicis professionals
Amb divuit anys, va entrar a treballar en un diari local; aquesta va ser la seva primera feina, que consistia en petits treballs que firmava amb diferents pseudònims entre ells Richard Lee, Ted Grey, Teddy, H.T.Elmo, Charles Nicolas o bé, Lancey Kirby. El pseudònim definitiu va ser el de Jack Kirby. Amb aquest nom es va fer famós i més endavant el va adoptar legalment, amb un gran disgust per part de la seva família.
Als inicis va treballar d'aprenent als estudis Fleisher, que eren famosos pels seus dibuixos animats de Popeye i Betty Boop. D'allí va passar al Newpaper Syndicate l'any 1936, on va produir tires de prensa de premsa curtes com "Black Buccaneer", "Detective Riley", "Cyclone Burke", "Adbul Jones" i "Socko the Seadog", que va firmar com Jack Curtiss. L'any 1939 es va unir al famós equip Eisner & Iger. En aquesta època va treballar a les tires de The Lone Rider i Blue Beetle per companyies com Fox Syndicate utilitzant pseudònims com Curt Davis, Fred Sande, Ted Grey o Charles Nicholas.
A finals d'aquest any també va començar a fer servir el seu pseudònim Lance Kirby, que va canviar definitivament a Jack, perquè li recordava a l'actor James Cagney. No obstant, l'ofenien aquells que van suggerir que es va canviar el seu nom per amagar la seva herència jueva.

### Societat amb Simon
A Joe Simon, el qui seria un dels seus companys al llarg de molts anys, el va conèixer en un d'aquests estudis, i van començar a col·laborar junts a Blue Bolt. Parlant en un panell de Comic-Con International de 1998 a San Diego, Califòrnia, Simon va explicar la reunió que es van conèixer quan Simon feia treball freelance i estava ocupat en Blue Bolt per Funnies Inc. Simon es va quedar impressionat quan va veure per primer cop el treball de Kirby. Ell li va demanar si podrien fer algun treball freelance junts i Simon va estar encantat i el va portar a la seva oficina. Van treballar junt pel segon número de Blue Bolt i va romandre un equip durant les dues dècades següents.

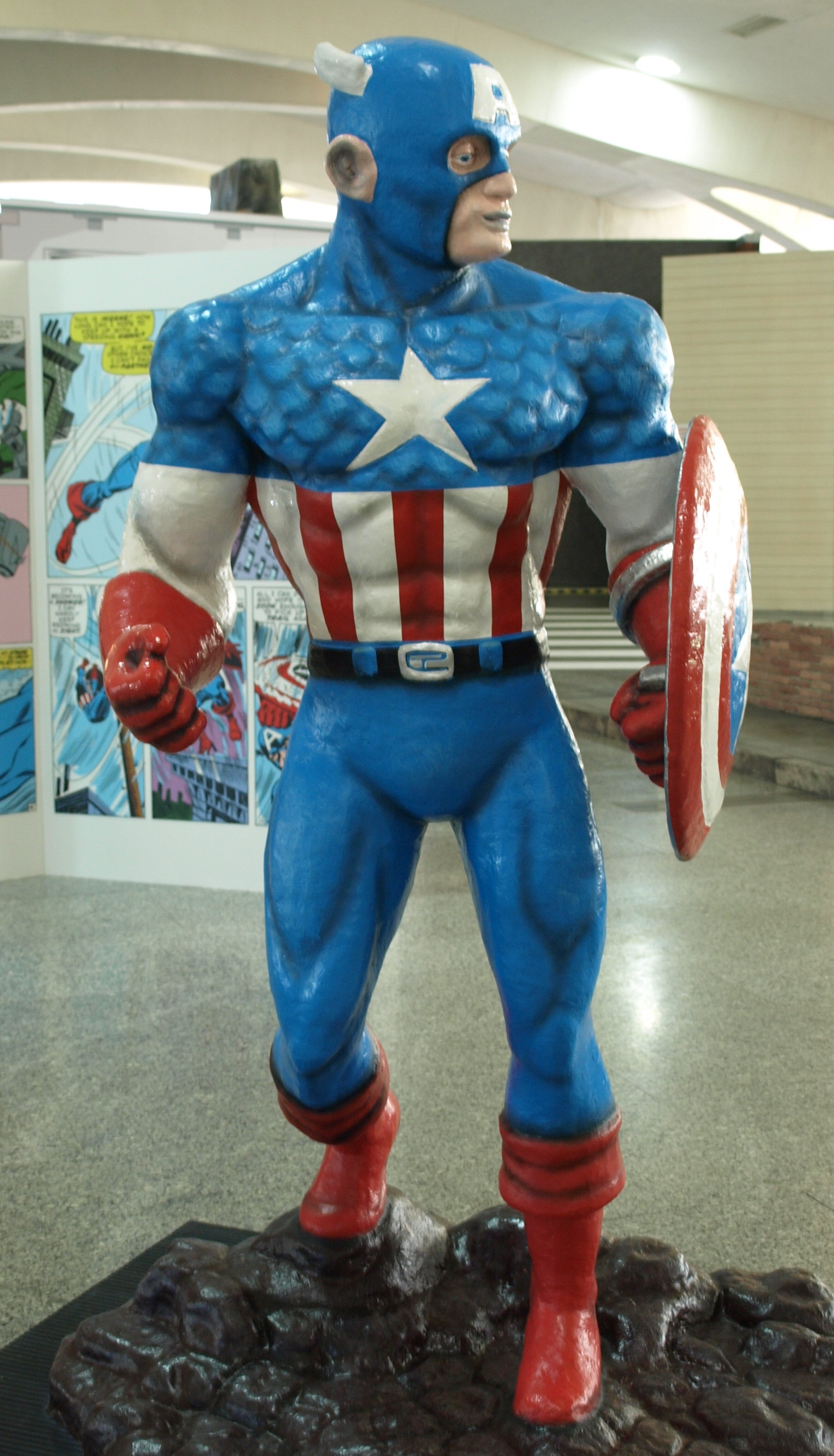
Fotografia d'una estàtua representant el Capità Amèrica, creat per Simon i Kirby el 1940.

El 1940 va col·laborar en el capítol inicial de Captain Marvel Adventures per a Fawcett Comics, publicat l'any següent, i va començar a treballar a Timely, l'editorial de Martin Goodman que es convertiria en Marvel. Simon havia estat nomenat director de la companyia i conjuntament van crear al Capità América, que es va convertir immediatament en una icona americana. Captain America Comics # 1 (març de 1941), que es va vendre el desembre de 1940 -un any abans del bombardeig de Pearl Harbor, però que ja mostrava a l'heroi golpejant a Hitler a la mandíbula- va vendre gairebé un milió de còpies. Es va vendre en qüestió de dies i el segon número va tenir una tirada superior al milió de còpies. Després de l'èxit, Simon va demanar a Kirby que fos el director artístic de la companyia. Simon va ser nomenat editor de la companyia i va negociar amb Goodman que els donarien el 25 per cent de beneficis. Es van mantenir en la sèrie reeixida com a equip fins al número 10 i es van establir com una força creativa notable en la indústria.
Malgrat l'èxit del personatge del Capità Amèrica, Simon tenia la impressió que Goodman no els pagava el percentatge de beneficis promès i va buscar feina per a tots dos a National Comics, (més tard anomenat DC Comics). Simon i Kirby van negociar un acord que els pagaria una suma combinada de 500 dòlars a la setmana, enfront dels 75 i 85 dòlars que van guanyar respectivament a Timely. Tement que Goodman no els pagués si sabia que passarien a la National, van mantenir l'acord en secret mentre continuaven produint treballs per a la companyia. Quan Goodman va descobrir-ho els va dir que marxessin després d'acabar el desè número de Captain America Comics.
Kirby i Simon van passar les primeres setmanes a National intentant idear nous personatges mentre la companyia buscava la millor manera d'utilitzar-los. Després d'algunes assignacions fantasmes fallides, l'editor de National, Jack Liebowitz, els va dir que "simplement feu el que vulgueu". El duo va renovar Sandman a Adventure Comics i va crear el superheroi Manhunter. El juliol del 1942 van començar Boy Commandos, que va ser la sèrie d'un equip en obtenir el seu propi títol. Va vendre més d'un milió d'exemplars al mes, convertint-se en el tercer títol més venut del país. També van obtenir un èxit amb la Newsboy Legion a Star-Spangled Comics. El 2010, l'escriptor i executiu de DC Comics, Paul Levitz, va assenyalar que "com Jerry Siegel i Joe Shuster, l'equip creatiu de Joe Simon i Jack Kirby era una marca de qualitat i un historial demostrat".

### Segona Guerra Mundial
L'editor de la Nacional, Jack Liebowitz suposava que Simon i Kirby serien cridats a files per la Segona Guerra Mundial i els va encarregar que creessin material per publicar durant la seva absència. Ells van contractar escriptors, entintadors, lletristes i coloristes preparant material per un any. Va ser cridat el 7 de juny de 1943. Després d'un entrenament bàsic a Camp Stewart va ser assignat al 11è Regiment d'Infanteria. Va arribar a Normandia el 23 d'agost de 1944, dos mesos i mig després del Dia-D. Kirby recordava que un tinent, sabent que comandava un artista de còmic el va encarregar avançar-se als poblats i dibuixar mapes de reconeixement, una feina molt arriscada.

### Treballs després de la guerra

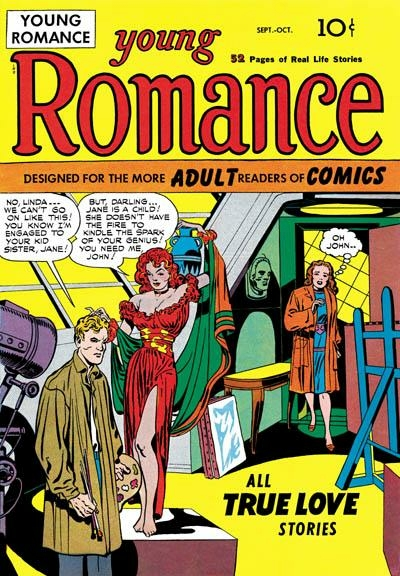
Portada de Young Romance nº1 de 1947.

Després de la Segona Guerra Mundial Kirby i Simon van trobar feina a Harvey Comics. Com els còmics de superherois van disminuir en popularitat, Simon i Kirby van començar a produir diverses històries en molts gèneres. En col·laboració amb Crestwood Publications, van desenvolupar el segell editorial Prize Group, a través de la qual van publicar Boys' Ranch, el còmic de superherois Stuntman, i seguint la moda per les pel·lícules en 3D, van crear Captain 3-D. Simon i Kirby, a més, van treballar com autònoms per a Hillman Periodicals (el comic policíac Real Clue Crime) i per Crestwood Publications (Justice Traps the Guilty). L'equip també va llençar un primerenc còmic de terror, Black Magic, van produir còmics de crims i d'humor, i se'ls atribueix també la publicació del primer títol de còmics romàntics als Estats Units, Young Romance, començant una tendència reeixida. El nº1 de Young Romance va ser el gran èxit de Simon i Kirby en aquests anys. Posteriorment van crear Young Love, Young Brides i In Love.
A instàncies d'un venedor de Crestwood, Kirby i Simon van llançar la seva pròpia companyia de còmics, Mainline Publications, a la fi de 1953 o principis de 1954, subarrendant l'espai de Harvey Publications del seu amic Al Harvey al 1860 a Broadway. Mainline va publicar quatre títols: El western Bullseye: Western Scout; el còmic de guerra Foxhole, ja que EC Comics i Atlas Comics (el nou nom de Timely, futura Marvel) van tenir èxit amb els còmics de guerra, els van promoure'ls com còmics escrits i dibuixats per veterans reals; In Love, ja que el seu antic còmic Young Love, encara era àmpliament imitat; i el còmic de crims Police Trap, que pretenia basar-se en comptes genuïns per part dels agents de seguretat. Donat que Atlas Comics havia rellançat Captain America en una nova sèrie el 1954, Kirby i Simon van crear Fighting American. Simon va recordar: "Pensem que els mostraríem com fer el Capità Amèrica". Mentre que el còmic va representar inicialment al protagonista com a heroi dramàtic anticomunista, Simon i Kirby van convertir la sèrie en una sàtira de superherois amb el segon número, després de la "cacera de bruixes" i la reacció pública contra el senador dels Estats Units Joseph McCarthy.
La col·laboració va acabar el 1955 quan la indústria del còmic es va veure afectada per la autocensura, la publicitat negativa i la caiguda de les vendes. Simon "volia fer altres coses i em vaig quedar amb els còmics", va recordar Kirby el 1971. "Va estar bé. No hi havia cap raó per continuar la col·laboració i ens vam separar com amics." Simon es va passar principalment a la publicitat i l'art comercial, tornant als còmics de vegades. L'equip de Simon i Kirby es va reunir breument el 1959 amb Simon escrivint i col·laborant en art per Archie Comics, on el duo va actualitzar el superheroi the Shield al segon número de The Double Life of Private Strong (juny-agost de 1959) i Simon va crear el superheroi The Fly; van col·laborar en els dos primers números de The Adventures of the Fly (agost–setembre de 1959), i Simon i altres artistes, incloent Al Williamson, Jack Davis i Carl Burgos, van fer quatre números abans que Simon es passés a l'art comercial.

### Després de Simon
Després de treballar a Archie Comics i National/DC, va tornar temporalment a Timely (llavors Atlas i poc després, Marvel), on anys després començaria una nova era pel còmic de superherois al costat de l'escriptor y editor Stan Lee. L'entintador Frank Giacoia s'havia apropat al redactor en cap Stan Lee per treballar i li va suggerir que podia "fer que Kirby tornés aquí per dibuixar algunes coses".
Mentre treballava per a publicacions de National Comics, el futur DC Comics, Kirby va treure 20 històries per a Atlas des de 1956 fins a 1957: començant per les cinc pàgines "Mine Field" a Battleground # 14 (novembre 1956). Kirby va dibuixar i, en alguns casos, va gravar (amb la seva dona, Roz) i va escriure històries de l'heroi de western Black Rider, una nova versió de doctor Fu Manchu -Yellow Claw- i molts més. Però el 1957, els problemes de distribució van causar la "implosió d'Atlas" que va provocar la supressió de diverses sèries i no es va assignar nou material durant molts mesos. Seria l'any següent quan Kirby tornés a la naixent Marvel.
Per a DC en aquesta època, Kirby va crear el quartet aventurer no superpotenciat, Challengers of the Unknown a Showcase nº 6 (Febrer de 1957). L'havia ideat prèviament amb Simon, però el va acabar duent a la pràctica en solitari, amb els escriptors Dick i Dave Wood. També va contribuir a antologies tals com House of Mystery. Durant 30 mesos freelance per DC, Kirby va dibuixar una mica més de 600 pàgines, que incloïen 11 històries de Green Arrow de sis pàgines a World's Finest Comics i Adventure Comics en que Kirby es va entintar a si mateix.
Va començar a dibuixar Sky Masters of the Space Force, una tira còmica de diaris, escrita pels germans Wood i inicialment entintada per un altre Wood sense relació amb ells, Wally Wood. Kirby va deixar les publicacions de National Comics degut en gran part a una disputa contractual amb l'editor Jack Schiff. Alguns editors de DC li van criticar els detalls de l'art, com ara no dibuixar "les sabates en les botes de la cavalleria" i mostrar a un nadiu americà "muntar el seu cavall del costat equivocat".

### Marvel Comics i l'Edat de Plata

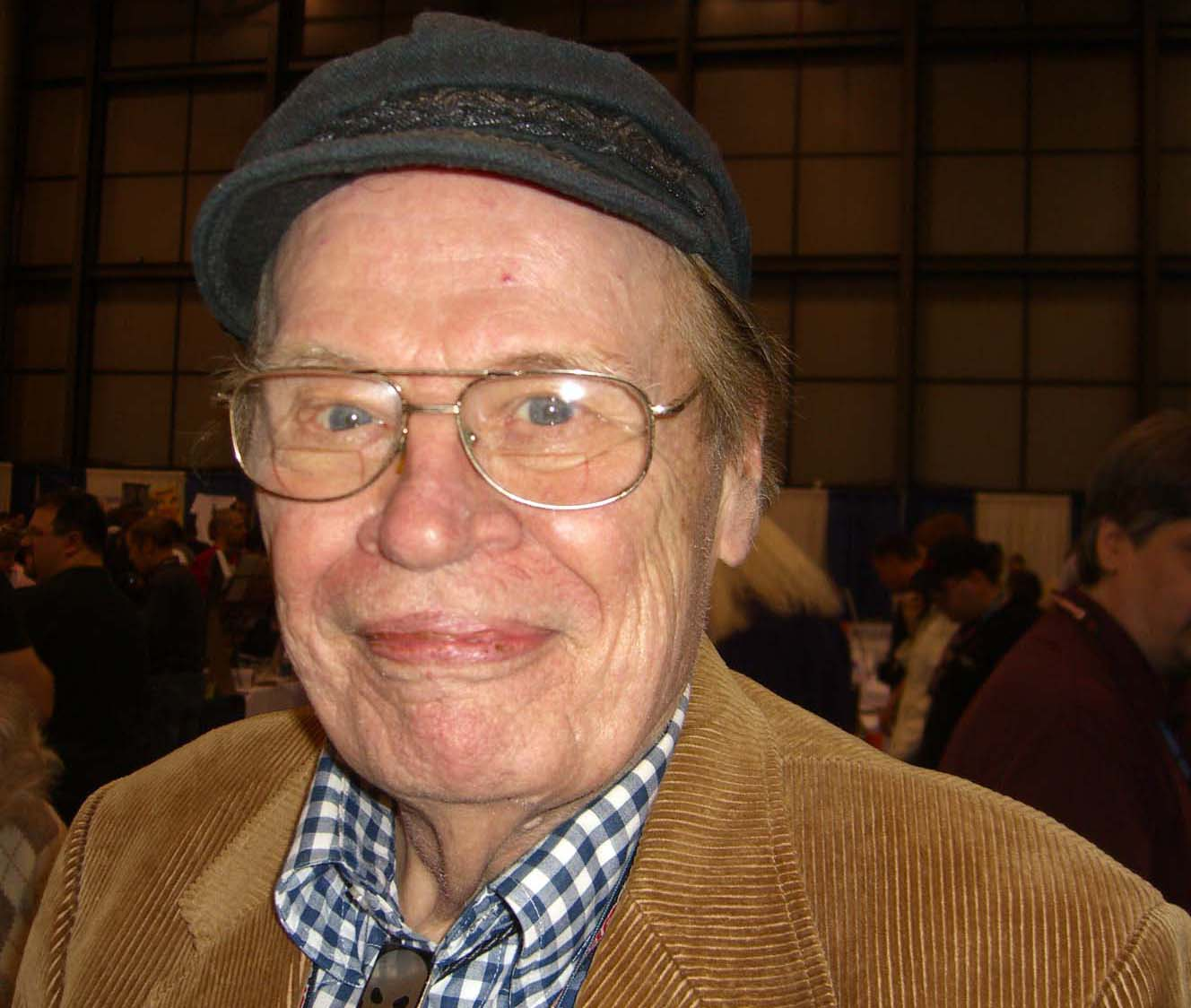
Dick Ayers, un dels entintadors habituals de Kirby en aquest període, a la New York Convencion, a l'abril de 2008.

Alguns mesos més tard, després de la seva marxa de DC, Kirby va començar a treballar regularment com freelance per a Atlas malgrat tenir sentiments negatius cap a Lee (editor de Timely, cosí de l'esposa de Martin Goodman), qui Kirby creia que havia revelat a Timely als anys quaranta que ell i Simon estaven en secret treballant en un projecte per a National. A causa de les pobres tarifes per pàgina, Kirby passaria entre 12 i 14 hores diàries a la seva taula de dibuix a casa, produint entre quatre i cinc pàgines a llapis al dia. Inicialment, amb Christopher Rule, com entintador habitual, i posteriorment amb Dick Ayers, Kirby va dibuixar tots els gèneres, des dels còmics romàntics fins als còmics bèl·lics, passant pels westerns, però va destacar principalment amb una sèrie de còmics d'històries de fantasia sobrenatural i de ciència-ficció amb gegants, com la història en que debutava Groot i Fin Fang Foom per a moltes sèries d'antologia de la companyia, com ara Amazing Adventures, Strange Tales, Tales to Astonish, Tales of Suspense i World of Fantasy. Els seus estranys dissenys de criatures poderoses i sobrenaturals van resultar un èxit entre els lectors.
En el gènere western va ser el primer cop en que va col·laborar en un personatge amb continuïtat amb l'escriptor i editor Lee, començant per la recreació de Rawhide Kid, al nº17 de la seva col·lecció publicat el 28 de març de 1960.
En col·laboració amb Lee, Kirby va tornar a introduir-se en els seus còmics de superherois, començant per Fantastic Four nº1 (1961). La sèrie es va convertir en un èxit que va revolucionar la indústria amb el diàleg naturalista de Lee i, finalment, una visió còsmica informada per la imaginació aparentment il·limitada de Kirby. Mentre que la majoria dels superherois eren vigilants emmascarats buscant venjança o justícia, les creacions de Kirby i Lee van obtenir les seves habilitats especials a través d'accidents o mutacions.
Durant gairebé una dècada, Kirby va definir l'estil de la casa de Marvel, co-creant amb Stan Lee molts dels personatges de Marvel i dissenyant els seus motius visuals. A petició de Lee, sovint va oferir dissenys als nous artistes de Marvel, sobre els que s'encarregarien dels llapis per conèixer el look de Marvel. Com l'artista Gil Kane va descriure:
| « | (anglès) Jack was the single most influential figure in the turnaround in Marvel's fortunes from the time he rejoined the company ... It wasn't merely that Jack conceived most of the characters that are being done, but ... Jack's point of view and philosophy of drawing became the governing philosophy of the entire publishing company and, beyond the publishing company, of the entire field ... [Marvel took] Jack and use[d] him as a primer. They would get artists ... and they taught them the ABCs, which amounted to learning Jack Kirby ... Jack was like the Holy Scripture and they simply had to follow him without deviation. That's what was told to me ... It was how they taught everyone to reconcile all those opposing attitudes to one single master point of view. | (català) Jack va ser la figura individual més influent en la recuperació de les fortunes de Marvel des del moment en què es va reincorporar a la companyia... No va ser només que Jack concebés la majoria dels personatges que s'estaven fent, sinó... El punt de vista i la filosofia de Jack al dibuixar es va convertir en la filosofia de govern de tota l'empresa editorial i, més enllà de l'empresa editorial, de tot el sector... [Marvel va prendre] Jack i el van fer servir com referent. Aconseguirien artistes ... i els ensenyaven els ABC, que eren aprendre Jack Kirby... Jack era com les Sagrades Escriptures i símplement havien de seguir-lo sense desviar-se. Això és el que em va dir... Va ser com van ensenyar a tothom a conciliar totes aquelles actituds contràries a un únic punt de vista dominant. | » |
| — Gil Kane, parlant en un fòrum el 6 de juliol de 1985 a la Dallas Fantasy Fair, com se cita a George, p. 109 | | |   |

L'editor Stan Lee va desenvolupar un mètode de producció dels seus comic books. En comptes de començar amb un guió complet, que a continuació il·lustra l'artista, van començar amb una idea que es discutia en conferència entre guionista i dibuixant i després dibuixada i definida per l'artista mentre treballava. El diàleg i les llegendes s'afegirien després per adaptar-se a les imatges. Aquest mètode va permetre una major llibertat en l'obra gràfica, però va obligar a que el dibuixant no només fos un artista competent, sinó també un bon narrador. Kirby, per descomptat, ho era. I, a més, els altres membres del petit personal artístic de Marvel, Steve Ditko, Don Heck i Dick Ayers, també ho eren. Lee va descriure una vegada la divisió del treball dient: "Alguns artistes, per descomptat, necessiten una trama més detallada que altres. Alguns artistes, com Jack Kirby, no necessiten cap trama. Vull dir, només diré a Jack: "Deixem que el següent malvat sigui el Doctor Doom" ... o puc fins i tot no dir-ho. M'ho pot dir ell... pràcticament fa els guions per a aquestes històries. Tot el que faig és una mica d'edició." Aquesta tècnica, que combina la sòlida narrativa de Kirby i els brillants diàlegs de Lee, va inaugurar la línia de superherois de Marvel.
Les creacions més destacades fruits de la col·laboració de Lee i Kirby també inclouen a Hulk, aparegut amb data de portada maig de 1962; Thor, a agost de 1962; Iron Man (només el disseny de les primeres armadures) a març de 1963; Sgt. Fury a maig de 1963; els X-Men originals, i Els Venjadors a novembre de 1963. Al número 4 d'aquesta col·lecció, el març de 1964 van recuperar al Capità Amèrica, així com prèviament també al número 4 però de Fantastic Four havien recuperat a una altra creació de l'Edat Daurada dels còmics, Namor.
Hi ha hagut un gran debat sobre les contribucions individuals de cada autor. Mentre que Lee va ser acreditat com el creador i el guionista, i Kirby com a artista, els còmics són ara generalment vist com a cocreacions. Diversos artistes que han treballat amb Lee, especialment Kirby i Ditko, han minimitzat el paper de Lee en la producció dels còmics reals. Van afirmar que simplement donava als artistes una trama i després omplia els diàlegs després que la història i el treball artístic estessin acabats. En una entrevista amb Gary Groth per a The Comics Journal el 1990, Kirby va arribar a dir que ell només havia creat les idees de "The Fantastic Four", "Thor", "The Hulk", i fins i tot "Spider-Man". El paper de Lee era cuidar els aspectes empresarials de les redaccions. Kirby va afirmar que va produir tot el còmic, i l'única contribució de Lee a la seqüència de comandaments era lliurar la pàgina acabada al llibre. Com a amic de l'editorial Martin Goodman, Lee va obtenir més crèdit del que es mereixia. És obvi que Kirby es va mostrar contundent contra Lee. La veritat exacta potser serà per sempre un misteri.
Totes aquestes sèries s'inicien amb el dibuix de Jack Kirby, però sovint deixa aquest treball a altres dibuixants més endavant. Es quedarà a Fantastic Four i tornarà ràpidament a Journey into Mystery (on es publica la sèrie de Thor) i al serial del Capità Amèrica que es publicarà a Tales of Suspense. Totes les seves sèries no són tractades igual per Kirby. En alguns casos, com els primers episodis dels X-Men, es conforma amb el dibuix i intervé poc en la història. En altres còmics, com són Fantastic Four i Thor, és dibuixant i guionista. Stan Lee s'ocupa d'introduir diàlegs a les planxes de Kirby.
En els primers temps de Marvel, Kirby havia trobat necessari fer el dibuix a llapis sovint de cinc o sis comic books al mes. Amb la creixent popularitat de Marvel, podia reduir la seva càrrega de treball i concentrar-se principalment en els Quatre Fantàstics, Thor, dissenys ocasionals per a altres artistes i una versió recentment revifada de Captain America, que es publicava a Tales of Suspense. Va ser en els Quatre Fantàstics que Kirby va dibuixar personatges de suport tan populars com Doctor Doom (Doctor Mort), The Watcher (el Vigilant), Silver Surfer, Black Panther (Pantera Negra), Galactus i els Inhumans.
Mentre Galactus va ser concebut conjuntament amb Lee, el seu herald Silver Surfer va ser una idea de Kirby, com recordava Tom DeFalco:
| « | (anglès) "Stan Lee may have started the creative discussion that culminated in Galactus, but the inclusion of the Silver Surfer in Fantastic Four #48 was pure Jack Kirby. Kirby realized that a being like Galactus required an equally impressive herald." | (català) Potser Stan Lee havia començat el debat creatiu que va culminar en Galactus, però la inclusió de Silver Surfer a Fantastic Four # 48 va ser pur Jack Kirby. Kirby es va adonar que un ésser com Galactus requeria un herald igualment impressionant. | » |

Stan Lee donaria sèrie pròpia a Silver Surfer el 1968, però va prescindir de Kirby pels dibuixos, escollint a John Buscema, que ho recordava així en una entrevista, després de comentar-li que s'havia dit que Kirby estava molest amb la sèrie perquè tenia la seva pròpia visió del personatge:
| « | (anglès) I could understand Jack's resentment. This was his thing, his idea, his creation - and it's being taken away from him and given to me. | (català) Puc entendre el ressentiment de Jack. Aquesta era la seva cosa, la seva idea, la seva creació, i se la van prendre i me la van donar a mi. | » |

Va ser quan va reduir la seva càrrega de treball que molts van notar una notable millora en la qualitat del dibuix de Kirby. En el passat, sovint havia estat massa apressurat per fer fons suficients o per prestar una atenció molt rigorosa als detalls. Els seus llapis eren més ajustats, molt més adornats i encara més dinàmics. Els anys de Kirby, que treballaven a un ritme febril, el van entrenar com un dels artistes més ràpids i, per tant, més prolífics de la indústria del còmic.
Entre els entintadors de Jack Kirby durant el seu apogeu a Marvel hi havia Dick Ayers, Paul Reinman, Frank Giacoia, George Roussos, Vince Colletta, Chic Stone i Joe Sinnott.

### DC Comics i el Quart Món
Fart de la conducta de Lee i la negativa de Marvel a renegociar el seu contracte, Kirby va deixar la companyia. Kirby va passar gairebé dos anys negociant un acord per traslladar-se a DC Comics, on a finals de 1970 va signar un contracte de tres anys amb una opció de dos anys addicionals. L'artista John Buscema ho recordava d'aquesta manera: "Jack Kirby era molt ràpid. I a Martin Goodman li molestava que Kirby estigués guanyant tants diners. Així que va pensar: "Kirby treballa tant per a nosaltres que podríem reduir la seva caché". Va ser llavors quan Kirby va deixar Marvel i se'n va anar a la DC. Així és la història segons me la van explicar. Mai oblidaré el dia en què vaig entrar a l'oficina de Stan i vaig sentir que Jack se n'havia anat. Vaig pensar que anaven a tancar!! (rialles). Pel que fa a mi, Jack era l'espina dorsal de Marvel".
Per llavors, Kirby vivia a Califòrnia, base de DC Comics, cosa que explica per què va tornar fàcilment amb ells de nou en 1970. L'editor Carmine Infantino es va comprometre a donar-li carta blanca i crèdits complets per la seva feina. La primera missió de Kirby va ser a la sèrie de còmic amb pitjors vendes de la companyia, que era Superman's Pal Jimmy Olsen. Kirby va escollir aquest còmic perquè la sèrie no tenia un equip creatiu estable i no volia treure-li la feina a ningú. Kirby va començar al número 133 amb data de portada d'octubre de 1970 fins al número 148 d'abril de 1972, amb Al Plastino i Murphy Anderson dibuixant el rostre de Superman per una major consistència. El títol Jimmy Olsen també va marcar el llançament del que és probablement el projecte més ambiciós de Kirby. La saga Fourth World (El Quart Món) (1970-1973) va ser una història èpica sobre dos planetes en guerra, a través de quatre sèries limitades interconnectades. Els elements del concepte es van explorar prèviament a les històries Tales of Asgard (publicada a la sèrie Journey Into Mystery rebatejada com The Mighty Thor a partir del nº126) i Inhumans (publicada a la mateixa sèrie). L'argument va sorgir al Jimmy Olsen, i després va divergir a The New Gods (11 números), Forever People (11 números) i Mr. Miracle (18 números). Va mostrar a Kirby en el seu millor moment, elaborant mons i maquinària aliens, i barrejant històries de superherois amb elements de ciència-ficció, mitologia i bíblics. Va obtenir ajuda per a l'escriptura de Mark Evanier. Encara que els còmics estaven destinats a ser sèries limitades, DC va decidir que volien mantenir els personatges. Això significava que Kirby no podia acabar amb els seus "nous déus", com volia fer. Kirby tanmateix va ser capaç de concloure la seva sèrie 'New Gods' a la sèrie de reimpressió de 1984 i de la novel·la gràfica "The Hunger Dogs" (1985), encara que amb moltes revisions. Els personatges de la saga "Fourth World" de Kirby han aparegut en llibres de còmic posteriors com a part de l' "Univers DC".
Kirby va crear un nou conjunt de còmics de superherois per a DC, incloent The Demon (1972-1974), OMAC (1974-1975) i Kobra (1976). També va escriure i va dibuixar Kamandi, The Last Boy on Earth (1972-1976), una sèrie post-apocalíptica inspirada en les pel·lícules de El planeta dels simis, i The Losers al còmic de guerra Our Fighting Forces (1974-1975). Va treballar de nou amb el seu vell soci, Joe Simon, per renovar el personatge dels anys quaranta Sandman el 1974. Per a la sèrie antològica 1st Issue Special va dibuixar presentacions d' Atlas the Great, Manhunter i Dingbats de Danger Street. Els seus entintadors durant els anys setanta amb DC van ser Vince Colletta, Mike Royer i D. Bruce Berry.

### Retorn a Marvel
Al 1975 va tornar a Marvel, on va crear al Eternals (1976), Machine man (1977) i Devil Dinosaur (1978). Va tornar al seu personatge del Capità Amèrica, dibuixant els números 192 al 208 i dos anuals. També va recollir el seu superheroi negre Black Panther, aquesta vegada en el seu propi còmic (1977-1978). Un altre treball notable d'aquest període va ser l'adaptació lliure de deu exemplars al còmic de Kirby del film de Stanley Kubrick 2001: una odissea de l'espai a la sèrie homònima 2001: A Space Odyssey (1976-1977). També va escriure i dibuixar una adaptació més literal i va treballar novament amb Stan Lee el 1978 amb The Silver Surfer: The Ultimate Cosmic Experience, dos dels primers llibres de Marvel publicats en format de novel·la gràfica.

### Animació i darrers anys

Will Eisner (a l'esquerra) i Jack Kirby parlen sota la mirada de l'esposa d'aquest, Rosalind, a la cerimònima dels Inkpot Awards de 1982 a la Convenció Internacional de Còmics de San Diego.

Encara insatisfet amb el tractament que Marvel tenia amb ell, i amb una oferta d'ocupació de Hanna-Barbera, per treballar en animació. En aquest camp, va fer dissenys per a Turbo Teen, Mister T, Thundarr the Barbarian i altres sèries animades per a televisió. Va treballar a The New Fantastic Four, reunint-se amb el guionista Stan Lee. En 1979-80, Kirby, l'escriptor Carl Fallberg i l'entintador habitual de Kirby, Mike Royer, van fer una adaptació de la pel·lícula de Walt Disney The Black Hole per a la sèrie sindicada Treasury of Classic Tales de Walt Disney.
El 1981 va veure el retorn de Kirby als còmics, però ara per a empreses molt més petites com la Pacific Comics, amb seu a San Diego. Pacific va ser un dels diversos editors de llibres de còmics independents que van sorgir durant aquest període i van alliberar sobretot llibres de còmics propietat del creador. Kirby va ser un dels primers artistes a signar a la seva línia de còmics. Va crear la sèrie de ciència-ficció Captain Victory and the Galactic Rangers, així com la sèrie de sis números Silver Star (1983-1984). Gran part de les seves creacions per al Pacífic, conceptes usats i no utilitzats, van tornar a aparèixer a la línia de còmics Kirbyverse de Topps Comics el 1993-1994. Això va incloure la Secret City Saga, que consistia en la minisèrie Jack Kirby's Secret City Saga, Satan's Six i TeenAgents. El 1982 Kirby va treballar per a una altra companyia independent, Eclipse Comics, creant Destroyer Duck, amb l'escriptor Steve Gerber on tracten el tema dels drets d'autor pel que ambdós autor lluitaven. La sèrie antològica homònima es va publicar com una manera d'ajudar a Gerber a recaptar fons per una demanda contra Marvel sobre els drets de Howard the Duck. A més de produir nous materials relacionats amb el seu cicle Fourth World, Kirby també va fer una nova miniserie per a DC anomenada Super Powers (1984-1985), que estava relacionada amb les línies d'acció del mateix nom de Kenner. L'últim còmic en què treballava Jack Kirby abans de morir va ser Phantom Force, que va co-escriure amb Michael Thibodeaux i Richard French per a Image Comics i Genesis West el 1993-1994. El rei dels còmics va dibuixar quatre números, abans de morir en 1994 de la insuficiència cardíaca a la seva casa de Thousand Oaks, Califòrnia, als 76 anys. Thibodeaux va dibuixar la resta de la sèrie de vuit llibres de còmics.

## Vida personal
A principis dels anys quaranta, Kirby i la seva família es van mudar a Brooklyn. Allà, Kirby va conèixer Rosalind "Roz" Goldstein, que vivia al mateix edifici d'apartaments. La parella va començar a sortir poc després. Kirby es va declarar a Goldstein al 18è aniversari d'ella, el 25 de setembre de 1940, i es van comprometre. Es van casar el 23 de maig de 1942. La parella va tenir quatre fills junts: Susan (6 de desembre de 1945), Neal (maig de 1948), Barbara (novembre de 1952), i Lisa (setembre de 1960).
Després de ser allistat a l'exèrcit i servint a l'anomenat European Theater of Operations a la Segona Guerra Mundial, Kirby es va escriure regularment amb la seva dona per v-mail, amb Roz enviant cartes diàries mentre treballava en una botiga de roba interior i vivia amb la seva mare. a 2820 Brighton 7th Street a Brooklyn. Durant l'hivern de 1944, Kirby va sofrir greus congelacions i va ser traslladat a un hospital de Londres per recuperar-se. Els metges van considerar amputar les cames de Kirby, que es van tornar negres, però finalment es va recuperar i va poder tornar a caminar. Va tornar als Estats Units el gener de 1945, assignat a Camp Butner a Carolina del Nord, on va passar els últims sis mesos del seu servei. Kirby va ser llicenciat amb honors com soldat de primera classe el 20 de juliol de 1945, després d'haver rebut un premi Combat Infantryman Badge, una Medalla de la Campanya Europea, Africana i de l'Orient Mitjà i una medalla Estrella de Bronze.
El 1949, Kirby va comprar una casa per a la seva família a Mineola, Nova York, a Long Island, Aquesta seria la casa de la família durant els següents 20 anys, amb Kirby treballant a un estudi soterrani al qual la família es referia jocosament com "The Dungeon" (la masmorra). Va traslladar la família al sud de Califòrnia a principis de 1969, tant per viure en un clima més sec com per la salut de la filla Lisa, i per estar més a prop dels estudis de Hollywood, on Kirby va creure que hi podia treballar
El 6 de febrer de 1994, Kirby va morir als 76 anys de la insuficiència cardíaca a casa seva Thousand Oaks, Califòrnia. Va ser enterrat al Pierce Brothers Valley Oaks Memorial Park, Westlake Village, Califòrnia. La placa inclou el seu nom en hebreu i anglès, una estrella de David, any de naixement i mort i les frases "Beloved Husband, Father and Grandfather" (estimat marit, pare i avi) i "An Inspiration To All" (una inspiració per tots).

## Estil artístic

### Narrativa

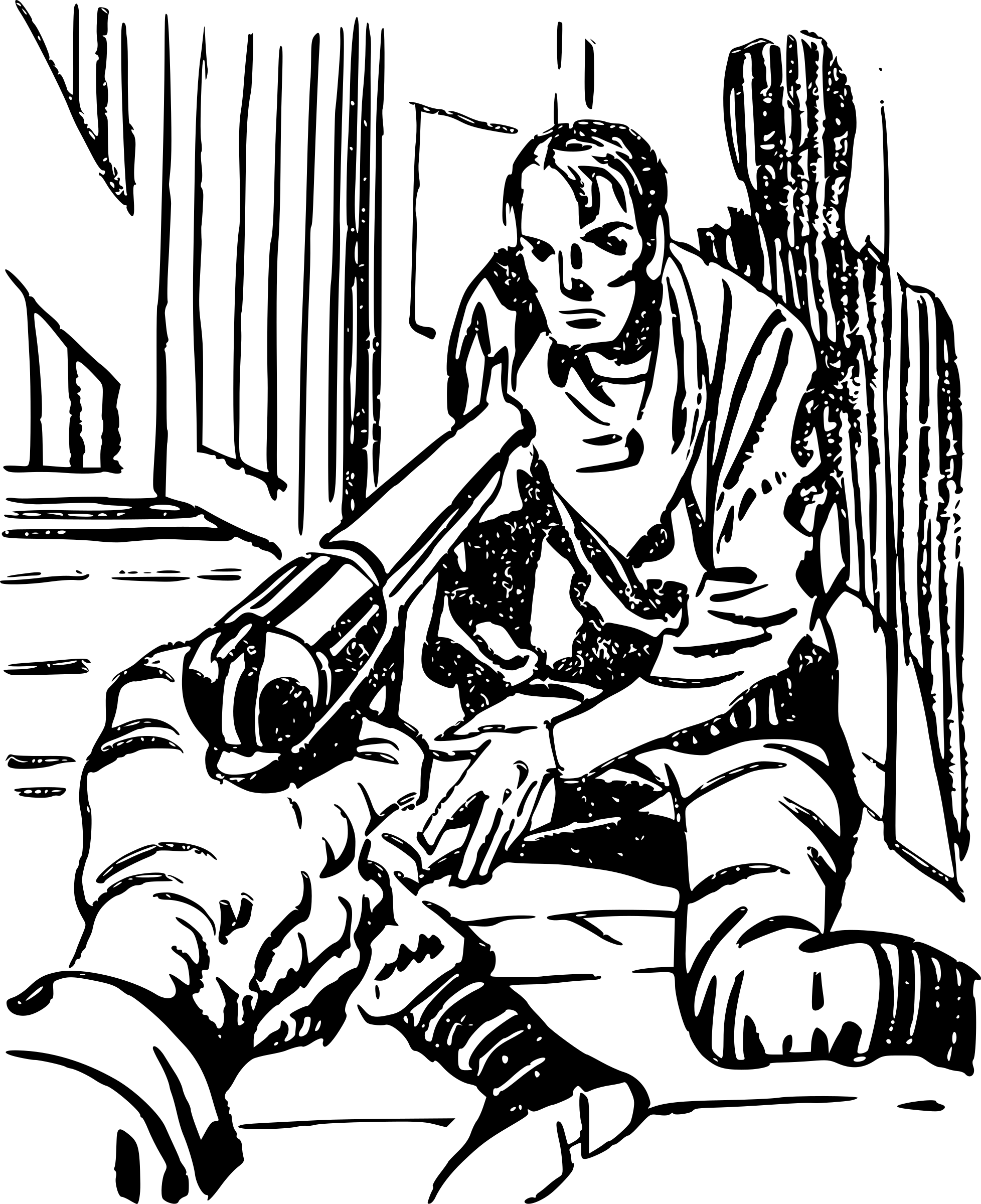
Una escena d'un western procedent de Thrills Of Tomorrow #20 (abril de 1955).

Com molts dels seus contemporanis, Kirby devia molt als estils de Milton Caniff, Hal Foster i Alex Raymond, que van codificar molts dels trops de l'art narratiu del còmic d'aventures. S'ha suggerit que Kirby també va fixar-se en Burne Hogarth, el treball dinàmic del qual podia haver influït en la forma en què Kirby dibuixava figures; "Les seves figures ferotges i grotescament articulades semblen descendir directament de les formes contagiades de Hogarth." El seu estil es basava en aquestes influències, tots els principals artistes de l'època en què Kirby estava aprenent el seu ofici, amb Caniff, Foster i Raymond entre ells donant a la tira còmica d'aventura seqüencial un enfocament molt il·lustratiu basat en la realització d'un escenari amb una qualitat molt alta. Allà on Kirby va divergir d'aquestes influències, i on el seu estil va afectar la formació de l'art del còmic, es va allunyar d'una aproximació il·lustrada a una més dinàmica. L'estil artístic de Kirby era aquell que capturava l'energia i el moviment dins de la imatge, fent sinergia amb el text i ajudant a servir la narrativa. En canvi, els successors de l'enfocament il·lustratiu, com Gil Kane, van trobar que el seu treball arribava a un punt mort. L'art il·lustraria, però en falta de moviment, el lector va contemplar l'art tant com la paraula escrita. Artistes posteriors com Bryan Hitch i Alex Ross van combinar els enfocaments de Kirby i Kane, utilitzant fons molt realistes en contrast amb els personatges dinàmics per crear el que es coneixia com a enfocament panoràmic dels còmics.
El dinamisme i l'energia de Kirby van servir per impulsar el lector a través de la història on un enfocament il·lustratiu i detallat provocaria que l'ull continués. La seva reducció de la presentació d'una determinada escena a una que representa l'aparença del moviment ha portat a Kirby a ser descrit com a cinemàtic en el seu estil. Després d'haver treballat als estudis Fleischer abans d'arribar als còmics, Kirby va tenir una base en tècniques d'animació per produir moviment. També es va adonar que els còmics no estaven subjectes a les mateixes restriccions que les tires dels diaris. Mentre que altres artistes de còmics van recrear els dissenys que s'utilitzaven en el format, Kirby va utilitzar ràpidament tot l'espai disponible a les pàgines dels còmics. Com descriu Ron Goulart, "Va trencar les pàgines de noves maneres i es van introduir panells que va estirar a través de dues pàgines". El propi Kirby va descriure la creació del seu estil dinàmic com a reacció al cinema i la necessitat de crear i competir: em vaig trobar competint amb la càmera de cinema. Vaig haver de competir amb la càmera. Em vaig sentir com John Henry... Vaig treure els personatges de les vinyetes. Els vaig fer saltar per tota la pàgina. Vaig intentar que això fos coherent de manera que fos més fàcil de llegir ... Vaig haver d'aconseguir que els meus personatges estiguessin en posicions extremes i, en fer-ho, vaig crear un estil extrem que tot el món reconeixia".

### Estil
A principis de la dècada de 1940 Kirby de vegades ignoraria els límits de la vinyeta. Un personatge podia estar dibuixat en una vinyeta, però el seu braç i l'espatlla s'estenia fora dels límits, fins a l'espai entre vinyetes o fins i tot ocupant part d'una altra vinyeta. Es pot extreure un personatge d'una sola vinyeta amb els peus en una vinyeta i el cos a la següent. Les pròpies vinyetes es superposarien i Kirby trobaria noves maneres d'organitzar-les en una pàgina de còmics. Les seves figures van ser representades llises i elegants, encara que Kirby les empenyia des de la pàgina cap al lector. A finals dels anys quaranta i cinquanta, Kirby es va allunyar dels còmics de superherois i, treballant amb Joe Simon, va provar molts gèneres. Kirby i Simon van crear el gènere dels còmics romàntics, i treballant també en els bèl·lics, western i de crims va anar-se modificant l'estil de Kirby.
Quan Kirby i Stan Lee es van unir a Marvel Comics, el seu art es va desenvolupar de nou. Els seus personatges i representacions es van fer més abstractes, menys anatòmicament correctes. Posaria figures entre tres plans d'una profunditat de panell per suggerir tres dimensions. Els seus fons serien menys detallats, Les seves figures es mourien activament al llarg de les diagonals, i va utilitzar escorç per fer que un personatge semblés allunyar-se en la profunditat del marc, de manera que semblaven moure's cap al lector, fora de la pàgina. Durant els anys seixanta, Kirby també va desenvolupar un talent per als collages, utilitzant-los inicialment a les pàgines de Fantastic Four. Va introduir la Zona negativa com un lloc dins de l'Univers Marvel que només es podria il·lustrar a través del collage. No obstant això, la reproducció dins dels còmics publicats dels collages, juntament amb la baixa taxa de pàgina que se li pagava i el temps que requeria per desenvolupar-los va fer que descartés el seu ús. Kirby tornaria més tard a l'ús del collage en el seu treball de Fourth World a DC Comics, especialment a les pàgines de Superman's Pal, Jimmy Olsen.
L'estil de Kirby a finals dels anys seixanta va ser considerat de tanta qualitat per Stan Lee que el va instituir com a estil de casa de Marvel. Lee ensenyaria a altres artistes a dibuixar més com ho feia Jack, i també els assignaria llibres per treballar en l'ús dels esbossos de Kirby de les històries per tal que poguessin aprofundir més en l'estil de Kirby. Amb el pas del temps, l'estil de Kirby ha estat tan conegut que les imitacions, homenatges i pastiches s'anomenen Kirbyesque.
Kirby Krackle, també anomenats Kirby Dots és la convenció artística de Kirby de representar l'efecte de l'energia. Dins del dibuix, s'utilitza un camp d'imatges negres, pseudo-fractal per representar espai negatiu al voltant de tipus no especificats d'energia. Els Kirby Krackles s'utilitzen normalment en il·lustracions d'explosions, fum, explosions de pistoles de raigs, energia "còsmica" i fenòmens de l'espai exterior.
La tecnologia avançada que Kirby va dibuixar, des de l'estat futurista africà de Wakanda, passant per la caixa mare dels New Gods fins a les naus espacials i el disseny dels Celestials s'engloben en el terme col·lectiu "Kirby Tech". L'artista John Paul Leon ho va descriure de la següent manera: "És tècnic, és mecànic, fins i tot si és alien, però està dibuixat de manera tan orgànica que no ho qüestiones. És només una extensió del seu món. No estic segur de qui més podries dir que ha fet això."

### Mètode de treball
A diferència de molts dels seus contemporanis, Kirby no utilitzava esbossos preliminars, treballs en brut ni dissenys, sino que començava amb el tauler en blanc i dibuixava la història a la pàgina de dalt a baix, de principi a final. Molts artistes, incloent Carmine Infantino, Gil Kane i Jim Steranko, han destacat la inusual naturalesa del seu mètode. Kirby rara vegada esborrava mentre treballava, l'art i, per tant, la història, fluïa d'ell en el seu format gairebé complet. Els llapis de Kirby van tenir fama de ser detallats, fins al punt que eren difícils d'entintar:
| « | (anglès) ...it's so powerful in pencil, it's really hard to ink it and really retain the full flavour of the pencils. I think a lot of really good inkers have not been able to do that | (català) és tan potent en llapis, és realment difícil entintar-ho i conservar realment tot el sabor dels llapis. Crec que molts entintadors realment bons no han estat capaços de fer-ho | » |
| — Walt Simonson, The Collected Jack Kirby Collector nº3 pàgina 112. TwoMorrows Publishing (2014) ISBN 1893905020 | | |   |

| « | (anglès) I was totally awestruck by the magnificent penciling ... no one inker could improve on Jack's penciling' | (català) Vaig quedar totalment atordit pel seu magnífic dibuix a llapis ... ningú no va poder millorar el llapis de Jack | » |
| — Chic Stone, The Collected Jack Kirby Collector nº3 TwoMorrows Publishing (2004) pàgina 90 ISBN 1893905020 | | |   |

Will Eisner recorda fins i tot en els primers anys que els llapis de Kirby eren "ajustats". Treballant per a Eisner, Kirby inicialment es va entonar amb un bolígraf, en no tenir la confiança suficient en la seva capacitat per utilitzar els pinzells japonesos preferits per Lou Fine i Eisner Quan Kirby treballava amb Joe Simon, Kirby havia après a utilitzar un pinzell i, de vegades, entintava sobre treball ja entintat quan considerava que era necessari.
A causa de la quantitat de treball que Kirby produïa, era rar que s'entintés ell mateix. En lloc d'això, les pàgines a llapis s'enviaven a un entintador. Els diferents entintador incidirien en la versió publicada de l'art de Kirby, i Kirby es va adonar que aquests s'adaptaven a diferents gèneres. Durant un període de la dècada de 1950, quan el treball es va reduir, Harry Mendryk va suggerir que Kirby s'entintés a ell mateix. A finals dels anys seixanta, Kirby va preferir llapis, sentint que "entintar és un tipus diferent d'art." Stan Lee recorda que Kirby no estava gaire interessat en qui l'entintava: "M'interessava molt més qui entintava a Kirby que a ell... Kirby no semblava importar-li qui l'entintés ... Crec que Kirby sentia que el seu estil era tan fort que no importava qui l'entintava". Chic Stone, un entintador de Kirby durant la dècada de 1960 a Marvel, va recordar "els dos millors [entintadors] per Jack eren Mike Royer i Steve Rude. Tots dos van mantenir la integritat dels llapis de Jack."
La mida del paper que s'utilitzava a la indústria del còmic, anomenat de Bristol, va marcar una diferència a l'estil de Kirby. A finals dels anys seixanta, la indústria va reduir la mida del paper que utilitzaven els artistes. Abans de 1967, les dimensions eren de 14 x 21 polzades (35,56 x 53,34 cm.) i es reproduïen a 7 x 10 polzades (17,78 x 25,40 cm). Després de 1967, la mida de la taula es va reduir a 10 x 15 (25,40 x 38,10 cm). Això va afectar la forma en què Kirby va dibuixar. Gil Kane va assenyalar que "la quantitat d'espai al voltant de les figures es va fer cada vegada més petit... Les figures es van fer cap cop més i més grans, i no es podien contenir una sola vinyeta ni tan sols en una sola pàgina". El professor Craig Fischer al principi afirma que Kirby "odiava" la nova grandària. Fischer sosté que Kirby va trigar uns 18 mesos a negociar una manera de treballar a la mida més petita. Inicialment es va retirar a un estil menys detallat i proper, tal com es pot veure a Fantastic Four # 68. En ajustar-se a la nova mida, Kirby va començar a utilitzar la profunditat per donar vida a les pàgines, augmentant el seu ús de l'escorç. Quan Kirby es va traslladar a DC, va començar incorporar l'ús de dues pàgines més freqüentment al seu art, el que ajudava a definir l'estat d'ànim de la història i va definir el treball de Kirby en època tardana.

## Còmics
Fonts:

### DC Comics
- Adventure Comics (Sandman) #72–97, 100–102 (1942–46); (Manhunter): #73–80 (1942–43); (Green Arrow) #250–256 (1957)
- All Star Comics #14–17, 19 (Sandman) (1942–43)[128]
- All-Star Western #99 (1958)
- The Amazing World of DC Comics #1 (1974) (material previst per In the Days of the Mob #2)
- The Best of DC #22 (història prevista però no publicada a Sandman #7) (1981)
- Boy Commandos #1–6, 15, 17, 19, 21, 23–24, 29–33 (1942–43; 1946–49)
- Cancelled Comic Cavalcade (Sandman) #2 (1978)
- Challengers of the Unknown #1–8 (1958–59)
- DC Comics Presents #84 (Superman and the Challengers of the Unknown) (1985)
- DC Graphic Novel #4 ("The Hunger Dogs") (1985)
- Demon #1–16 (1972–74)
- Detective Comics (Boy Commandos) #64–83, 85, 128, 134, 136–137, 150 (1942–44, 1947–48)
- 1st Issue Special #1 (Atlas), #5 (Manhunter), #6 (Dingbats of Danger Street) (1975)
- Forbidden Tales of Dark Mansion #6 (1972) (material previst per Spirit World #2)
- Forever People #1–11 (1971–72)
- Heroes Against Hunger #1 (dues pàgines només) (1986)
- House of Mystery #61, 63, 65–66, 70, 72, 76, 78–79, 84–85 (1957–59)
- House of Secrets #3–4, 8, 11–12 (1957–58)
- In the Days of the Mob #1 (1971)
- Justice, Inc. #2–4 (1975)
- Kamandi: The Last Boy on Earth #1–40 (1972–76)
- Kobra #1 (1976)
- Mister Miracle #1–18 (1971–74)
- My Greatest Adventure #15–18, 20–21, 28 (1957–59)
- New Gods #1–11 (1971–72)
- O.M.A.C. vol.1 #1–8 (1974–75)
- Our Fighting Forces (The Losers) #151–162 (1974–75)
- Real Fact Comics #1–2, 9 (1946–47)
- Richard Dragon, Kung Fu Fighter #3 (1975)
- Showcase #6-7, 11-12 (1957-1958)
- Sandman #1, 4–6 (1974–76)
- Spirit World #1 (1971)
- Star-Spangled Comics (Newsboy Legion) #7–30, 53–56, 58–59 (1942–46)
- Superman's Pal Jimmy Olsen #133–139, 141–148 (1970–72)
- Super Powers #1–4 (argumentista), #5 (guionista/dibuixant) (1984)
- Super Powers vol. 2 #1–6 (1985–86)
- Tales of the Unexpected #12–13, 15–18, 21–24 (1957–58)
- Weird Mystery Tales #1–3 (1972) (material previst per Spirit World #2)
- Who's Who: The Definitive Directory of the DC Universe #2–6, 8–18, 20, 22 (1985–86)
- World's Finest Comics (Sandman) #6–7, (1942); (Boy Commandos) #8–11,13,14 (1942–43); (Green Arrow) #96–99, (1957)

### Marvel Comics
- All Winners Comics #1–2 (Timely, 1941)
- Amazing Adventures vol. 1 #1–6 (1961)
- Amazing Adventures vol. 2 #1–4 (Inhumans) (1970–71)
- Astonishing Tales #1–2 (Ka-Zar) (1970)
- Avengers vol. 1 #1–8 (llapis complets), #14–17 (només esbossos, llapis per Don Heck) (1963–65)
- Black Panther #1–12 (1977–78)
- Black Rider vol.2 #1 (Atlas, 1957)
- Captain America Comics #1–10 (Timely, 1941–42)
- Captain America vol. 1 #100–109, 112 (1968–69); #193–214, Annual #3–4 (1976–77)
- Chamber of Darkness #4–5 (1970)
- Daring Mystery Comics #6 (Timely, 1940)
- Devil Dinosaur #1–9 (1978)
- Eternals vol. 1 #1–19, Annual #1 (1976–78)
- Fantastic Four #1–102, 108, 236 Annual #1–6 (1961–71, 1981)
- The Incredible Hulk #1–5 (1962–63)
- Journey into Mystery #51–52, 54–82 (1959–62); (Thor): #83–89, 93, 97–125, Annual #1 (1962–66)
- Machine Man vol. 1 #1–9 (1978)
- Marvel Mystery Comics #13–15, 17, 19–28 (Timely, 1940–42)
- Marvel Treasury Special "Featuring Captain America's Bicentennial Battles" (1976)
- Not Brand Echh #1, 3, 5–7 (1967–68)
- Red Raven Comics #1 (Timely, 1940)
- Sgt. Fury and his Howling Commandos #1–7, 13 (1963–64)
- Silver Surfer vol.1 #18 (1970)
- Silver Surfer: The Ultimate Cosmic Experience (1978) (Marvel Fireside Books/Simon & Schuster)
- Strange Tales #67–70, 72–100 (1959–62); (Human Torch): #101–105, 108–109, 114, 120, Annual #2 (1962–64); (Nick Fury): #135, 141-142 (llapis complets), 136-140, 143-153 (esbossos només, dibuixat per John Severin, Jim Steranko i altres) (1965–67)
- Strange Worlds #3 (1959)
- Tales of Suspense #2–4, 7–35 (1959–62); (Iron Man): #41, 43 (1963); (Capità Amèrica): #59–68, 78–86, 92–99 (llapis complet), #69–75, 77 (només esbossos) (1964–1968)
- Tales to Astonish #1, 5–34; (Ant-Man (Henry Pym)): #35–40, 44, 49–51 (1962–64); (The Incredible Hulk): #68–72 (llapis complet), #73–84 (només esbossos, dibuixat per Bill Everett i altres) (1965–66)
- Thor vol. 1 #126–177, 179, Annual #2 (1966–70)
- 2001: A Space Odyssey #1–10 (1976–77)
- 2001: A Space Odyssey treasury special (1976)
- What If vol. 1 #11 (Fantastic Four) (1978)
- World of Fantasy #16, 18 (1959)
- The X-Men #1–11 (llapis complets), #12–17 (només esbossos, dibuixat per Alex Toth i Werner Roth) (1963–65)
- Young Allies Comics #1 (Timely, 1941)

### Altres editorials

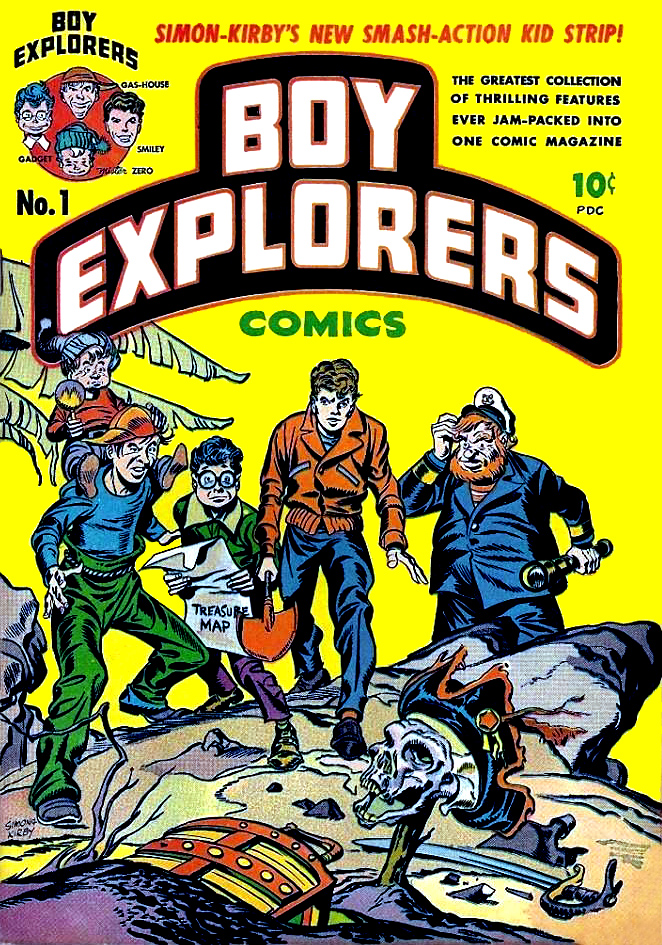
Portada del primer número de Boy explorers

- Airboy Comics vol. 4 #5–11 (1947) (Hillman Comics)
- All-New Comics #13 (1946) (Harvey Comics)
- Argosy vol.3 #2 (1990) (Richard Kyle Publications)
- Black Cat #6–8 (1947) (Harvey Comics)
- Boy Explorers #1–2 (1946) (Harvey Comics)
- Boys' Ranch #1, 3–6 (1950–51) (Harvey Comics)
- Blue Bolt Comics #2–6, 8–10 (1940–41) (Novelty Press)
- Bullseye #1–5 (Mainline Publications)
- Captain Marvel Adventures #1 (1941) (Fawcett Comics)
- Captain Victory and the Galactic Rangers #1–13, Special #1 (1981–84) (Pacific Comics)
- Clue Comics #13, vol. 2 #1–3 (1947) (Hillman Comics)
- Champion Comics #10 (1940) (Harvey Comics)
- Charlie Chan #2 (1948) (Prize Comics)
- Crash Comics Adventures #1–3 (1940) (Holyoke Publishing)
- Destroyer Duck #1–5 (amb Steve Gerber (1982–83) (Eclipse Comics)
- Double Life of Private Strong #1–2 (1959) (Archie Comics)
- Famous Funnies #63, 84 (1939) (Eastern Color)
- Fighting American #1–3 (1966) (Harvey Comics)
- Fly #1–2 (1959) (Archie Comics)
- Foxhole #2 (1954) (Mainline Publications)
- Frankenstein Comics #7 (1947) (Prize Comics)
- Green Hornet Fights Crime #37–39 (1947–58) (Harvey Comics)
- Headline Comics #24–26, 30 (1947) (Prize Comics)
- In Love #1–3 (1954) (Mainline Publications)
- Jumbo Comics #1–3 (1938) (Fiction House)
- Justice Traps the Guilty, vol. 1 #1-6 (1947-1948), vol.2 #1–6 (1948-1949), vol.4 #1 (1950) (Prize Comics)
- The Last of the Viking Heroes Summer Special #1 (escriptor, amb David Schwartz i Michael Thibodeaux) (1987) (Genesis West)
- My Date Comics #2 (1947) (Hillman Comics)
- Mystery Men Comics #10 (1940) (Fox Comics)
- Phantom Force #1–2 (with Michael Thibodeaux) (1993–1994) (Image Comics)
- Phantom Force #0 (with Michael Thibodeaux) (1994) (Genesis West)
- Police Trap #2, 4 (1954–1955) (Mainline Publications)
- Police Trap #5–6 (1955) (Charlton Comics)
- Prize Comics #7, 9 (1940–41) (Prize Comics)
- Prize Comics vol. 6 #3 (1947) (Prize Comics)
- Real Clue Crime Stories vol. 2 #4–6 (1947) (Hillman Comics)
- Satan's Six #1 (1993) (Topps Comics)
- Science Comics #4 (1940) (Fox Comics)
- Silver Star #1–6 (1983–84) (Pacific Comics)
- Strange World of your Dreams #1-4 (1952-1953) (Prize)[129]
- Stuntman #1–3 (1946) (Harvey Comics)
- Treasure Comics #10 (1946–47) (Prize Comics)
- Turtle Soup #4 (with Michael Thibodeaux) (1992) (Mirage Studios)
- Young Romance #1–2, 4, 6, 8–13, 15–17, 19, 21–22, 24 (1947–50) (Prize Comics)
- Western Love #1, 5 (1949–50) (Prize Comics)
- Wow Comics #1 (1940–41) (Fawcett Comics)
- Young Love #13 (1950) (Prize Comics)

## Disputes amb els editors

### Disputes en vida

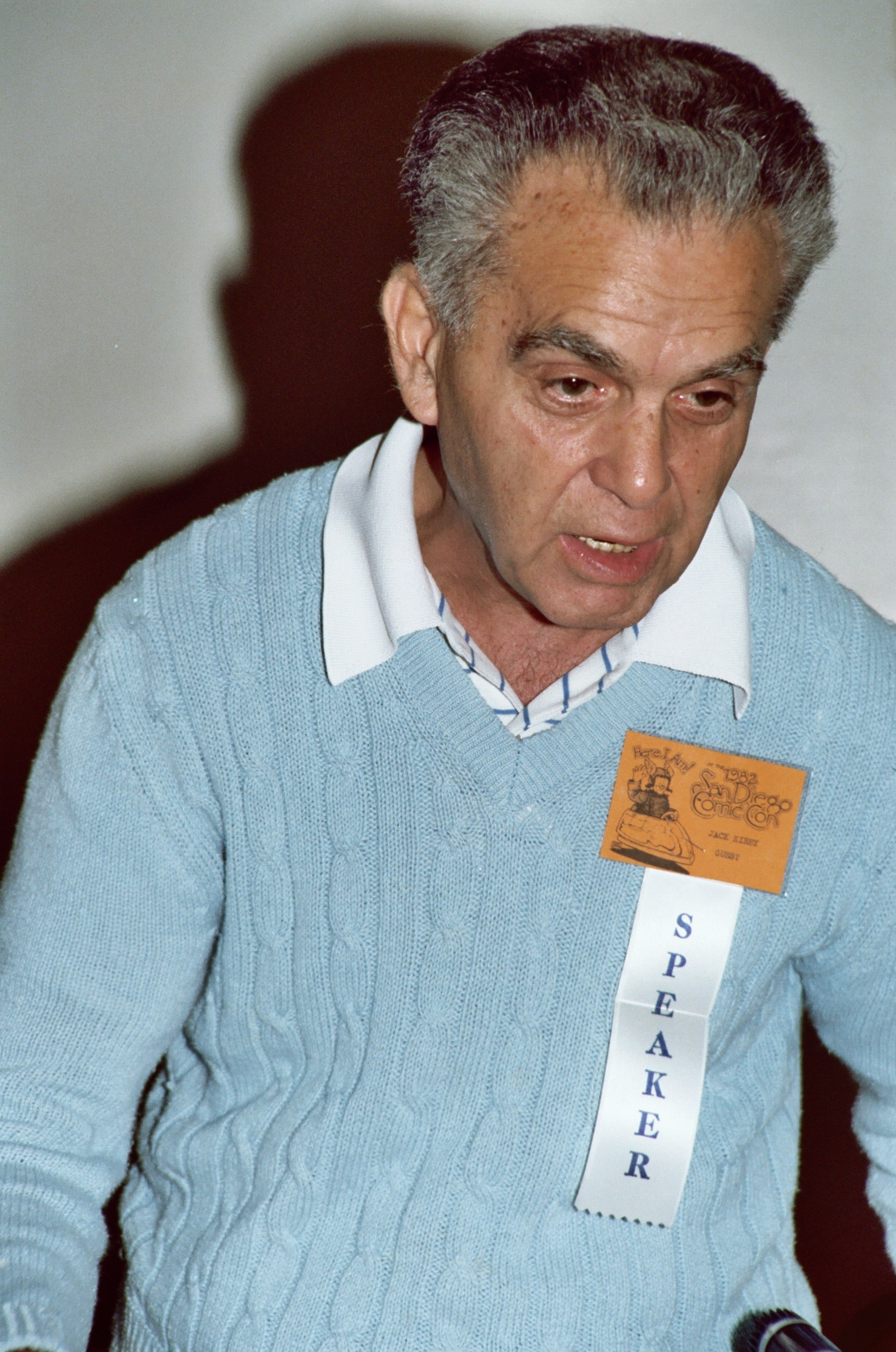
Jack Kirby sovint va entrar en conflicte amb les editorials que el publicaven. Foto de Jack Kirby a la San Diego Comic Con el 1982.

Jack Kirby sovint es va enfrontar a les editorials que el publicaven, ja fos DC, Harvey, Prize i especialment Marvel. El 1941, Marvel quan encara es deia Timely va ser la primera editorial amb la qual entra en conflicte. Mentre que les vendes de còmics de Captain America eren de l'ordre d'un milió de còpies i els ingressos de Simon i Kirby haurien d'haver-se beneficiat, Martin Goodman va mentir sobre els beneficis de la revista i va minimitzar el percentatge pagat als autors. En lloc de demandar a Goodman, Simon i Kirby van preferir anar-se'n a DC, que els oferia el doble del salari que els pagava Timely. Així, la controvèrsia no es va resoldre als tribunals, però les dues parts se separaran en molt dolentes condicions. La sortida del duo Kirby-Simon de DC, el 1947, per Harvey, no seria fàcil (DC no apreciava l'abandó dels seus autors estrella per a un competidor), però Kirby continuaria trobant feina a DC quan Harvey trenca el contracte.
El 1968, Kirby va col·laborar amb Marvel a diferència de Joe Simon, que volia recuperar els drets del Capità Amèrica. El 1972, Kirby va signar un document que transferia els drets de la seva obra a Marvel i el 1975 va signar un contracte en el que no s'esmentava el tema dels drets d'autor.
La lluita més important la durà a terme a partir de l'any 1978 perquè en aquella data les lleis nord-americanes de drets d'autor canvien i els advocats de Marvel s'asseguren que tots els personatges creats per a Marvel siguin propietat de la companyia. Des de 1976, Marvel, com feia DC des del 1973, donava als artistes les pàgines de còmics que van aparèixer i van atorgar un petit percentatge dels beneficis de la reimpressió de còmics i la seva utilització en altres mitjans. La qüestió del retorn de les pàgines va sorgir pels còmics antics perquè l'emmagatzematge d'aquests no era controlat, les pàgines van ser donades com a regal als socis de Marvel, etc. El 1984, Marvel es va comprometre a retornar les antigues pàgines que van ser ordenades entre 1975 i 1980. El problema a què s'enfronta Jack Kirby és que en el seu cas hi havia un document adjunt de quatre pàgines (a diferència del document s'adjuntava a altres artistes que era d'una pàgina). Tanmateix, només se li van retornar 88 pàgines, aproximadament l'1% de les produïdes per Kirby per a Marvel. D'altra banda, moltes clàusules van limitar el possible ús d'aquestes pàgines per part de Kirby. El document comú requeria que els artistes reconeguessin a Marvel com l'única propietària dels drets associats a la creació de personatges. A això es va afegir, a Kirby només, la prohibició d'utilitzar, mostrar o vendre les seves pàgines sense l'autorització de Marvel, la prohibició de respondre públicament a aquest acord o donar suport a un autor que ho fes i que reconegui a Marvel com propietari de les pàgines que es trobessin més endavant, a part de les 88 retornades (aproximadament 7.900 pàgines "havien desaparegut"). Kirby refusa aquest document i la lluita comença i dura fins al 1987; Marvel explica durant aquest període que Jack Kirby no sols reivindica les seves pàgines, sinó també que es reconeguin els drets d'autor de les seves creacions. Després de llargues negociacions i una revolta contra Marvel per part d'artistes, crítics i lectors, el document seria substituït per un acord comú i gairebé 1.900 pàgines li serien retornades.

### Disputes dels hereus
El 2009, els hereus de Jack Kirby també es van oposar a Marvel exigint el retorn dels drets d'autor còmics creats per Jack Kirby i Stan Lee per al 2014. La llista de còmics incloïa els 21 primers números de Fantastic Four, els dos primers de The Avengers, els 6 de The Incredible Hulk, etc. Aquesta demanda també es dirigia als diversos estudis de cinema i a la Walt Disney Company, que era la nova propietària de Marvel. El gener de 2011, Disney va rebutjar aquesta sol·licitud, que llança accions legals contra els Kirby. Aquests demanden a Disney i Marvel. Es dona un primer judici el 28 de juliol de 2011 i finalitza al final del reconeixement de la reclamació dels hereus de Kirby. Admet Marvel i, per extensió, Disney, l'únic propietari dels drets sobre el fet que Kirby era en aquell moment un treballador autònom (que treballava a la comanda) per a Marvel i que venia els seus drets el 1972. L'agost del 2011, l'advocat La família Kirby va presentar una apel·lació, però va ser acomiadada a l'agost de 2013. Els hereus de Kirby van decidir llavors apel·lar al Tribunal Suprem, però el 26 de setembre de 2014, abans que es prengués una decisió judicial, van arribar a un acord amb Marvel, els termes concrets del qual no són coneguts, però apel·len a l'editor a donar crèdit a Kirby en totes les publicacions de les quals és l'autor i/o el coautor.

## Aparicions i cameos

### Còmics
Kirby apareix a molts còmics de Marvel com a ell mateix, tant dibuixats per ell com per altres autors. Normalment fent cameos, però ocasionalment té papers més importants:
- Millie the Model nº107
- Fantastic Four nº10 (hi apareix d'esquenes, en ombres o tapat)
- Patsy and Hedy nº88
- What If? nº19 (té un paper coprotagonista)
- Fantastic Four Annual nº3
- Not Brand Echh nº2 (3ª història)
- Sub-Mariner nº19
- Iron Man nº85
- The X-Men nº98
- Fantastic Four nº176
- Tarzan nº26
- Captain America vol.5 nº11
- Fantastic Four vol.3 nº27
- Fantastic Four vol.3 nº50
- Fantastic Four vol.1 nº510
- She-Hulk vol.1 nº11
- Fantastic Four nº584
- Fantastic Four vol.4 #16 i FF vol.2 #16/2

### Televisió
- Kirby va participar en l'episodi Bounty Hunter de Starsky i Hutch com a oficial.
- Kirby va aparèixer a l'episodi No Escape de la sèrie de televisió de 1978 de The Incredible Hulk, interpretant un dibuixant de la policia on ha de crear el retrat robot del noi que li descriuen.
- Kirby va aparèixer com ell mateix en l'episodi You Can't Win de la sèrie Bob.

## Llegat
- En els seus 50 anys de carrera, Jack Kirby ha estat responsable de més vendes de còmics que qualsevol altre artista, escriptor o editor. Va produir moltes de les franquícies més reeixides de tots els temps. Mentre que la qualitat de la seva obra i els seus dissenys no són contestats, l'artista no tenia cap pretensió. Tot i que es va sentir frustrat per Lee i Marvel amb tots els diners i crèdits per personatges que va crear o cocrear, mai va perseguir demandes per reclamacions de drets d'autor, com ho van fer Jerry Siegel i Joe Shuster contra DC Comics per Superman a la dècada de 1970. No va ser fins al 2009 que els seus hereus van començar una llarga disputa legal amb Marvel sobre els drets pels personatges que ara apareixen en pel·lícules de gran èxit. El problema es va resoldre confidencialment el 2014 amb la declaració conjunta: "Marvel i la família de Jack Kirby han resolt amablement les seves disputes legals i esperen avançar en el seu objectiu comú d'honorar el paper significatiu del Sr. Kirby a la història de Marvel". La veritat és que Kirby era un artista de lloguer, el motiu principal per escriure i dibuixar còmics era guanyar-se la vida per a la seva família. Kirby es va sentir molt orgullós pel fet que els seus personatges eren reals éssers humans amb emocions veritables. Es va anomenar "narrador visual" i va afegir les seves pròpies emocions i experiències de vida a les seves històries de superherois, així com influències bíbliques i mitològiques. No obstant això, no tenia intenció de convertir-se en una icona, com Lee, encara que les seves innovacions visuals han rebut un gran reconeixement en els darrers anys. El seu dispositiu estilístic per representar energia o espai negatiu fins i tot s'ha conegut com a "Kirby Dots" o "Kirby Krackles" i s'han desenvolupat pinzells especials amb aquests patrons per a Adobe Illustrator i Photoshop.[43]
- Es podria afirmar amb seguretat que Kirby va influir en gairebé tots els còmics de superherois posteriors. Alguns artistes van arribar fins i tot a traçar els personatges de Kirby a les seves pròpies pàgines. Ha rebut especialment elogis de Frank Miller, Steve Rude, Richard Corben, John Romita Sr., Dennis O'Neil, Barry Windsor-Smith, Dave Gibbons, Steve Parkhouse, Bill Mantlo, Scott McCloud, Jerry Ordway, Gilbert Hernández, Don Heck, Wallace Wood, Milton Caniff, James Steranko, Burne Hogarth, Roy Thomas, Quentin Tarantino, Matt Groening i Gil Kane. Fins i tot Stan Lee ha lloat el seu talent i la seva fantasia. L'artista europeu Jean Giraud, també conegut com a Moebius, també va anomenar a Kirby com una influència en la seva obra.[43]
- Unes imatges de The X-Men nº 1 de Jack Kirby i de My Greatest Adventure nº 84 de Bruno Premiani va inspirar la pintura d'art pop Image Duplicator (1963) de Roy Lichtenstein.[43][141]
- Diversos creadors de còmics i dibuixos animats han fet homenatges a Kirby. Entre els exemples destaquen el còmic Donatello número 1 de la sèrie de Teenage Mutant Ninja Turtles de Mirage Comics titulat Kirby And The Warp Crystal (1986)[142] i la seva versió animada a la sèrie de dibuixos animats de 2003); l'episodi de Superman: The Animated Series titulat Apokolips ... Now !, Part 2, que es va dedicar a la seva memòria.;[143][144] al número 511 de Fantastic Four, els Quatre Fantàstics troben a Déu que té l'aspecte de Kirby, escrit per Mark Waid i dibuixat per Mike Wieringo.[145] Déu els explica que el veuen com el que és per a ells, i que considera que és un honor que el vegin com Kirby.
- El director James Cameron va dir que Kirby va inspirar l'aspecte de la seva pel·lícula Aliens, refenrint-s'hi "no intencionadament en el sentit que no em vaig asseure i vaig mirar tots els meus còmics favorits i els vaig estudiar per a aquesta pel·lícula, però, sí, el treball de Kirby estava definitivament en la meva programació subconscient. El tipus era un visionari. Absolutament. I podia dibuixar màquines com ningú. Era com Alfred Elton van Vogt i alguns d'aquests altres escriptors de ciència-ficció que són capaços de crear mons que -tot i que avui vivim en un món de ciència-ficció- encara estan més enllà del que experimentem".[146]
- A la dècada dels noranta, a la sèrie animada de televisió Superman: The Animated Series, el detectiu de policia Dan Turpin va ser modelat amb l'aspecte de Kirby.[147]
- Michael Chabon, a la novel·la guanyadora del Premi Pulitzer, The Amazing Adventures of Kavalier & Clay (2000), un relat fictici de dos pioners dels primers còmics, va escriure: "Vull reconèixer el deute profund en aquest i en tot el que he escrit al treball del difunt Jack Kirby, el rei dels còmics."[148]
- El 2002, el percussionista de jazz Gregg Bendian va llançar un CD de set pistes titulat Requiem for Jack Kirby, inspirat en l'art i narració de Kirby. Entre els títols dels temes instrumentals figuren Kirby's Fourth World, New Gods, The Mother Box, Teaneck in the Marvel Age i Air Above Zenn-La.[149]
- Glen David Gold va escriure a Masters of American Comics (2005), Kirby ens eleva a tots en un regne on volem entre les ales batudes de l'immortal i de l'omnipotent, els déus i els monstres, de manera que nosaltres, somiadors tots, poden acollir els dimonis de la creació, podem convertir-nos en els nostres propis mites.[150]
- Diverses imatges de Kirby es troben entre les que figuren als segells commemoratius "Marvel Super Heroes" publicats pel Servei Postal dels Estats Units el 27 de juliol de 2007.[151][152][153] Deu segells són retrats de personatges de Marvel individuals i els altres 10 segells representen les portades individuals de còmics de Marvel. Segons els crèdits impresos a la part posterior del panell, l'obra de Kirby apareix als segells titulats Captain America, The Thing, Silver Surfer, The Amazing Spider-Man # 1, The Incredible Hulk # 1, Captain America # 100, The X-Men # 1 i The Fantastic Four # 3.[154][151]
- Una obra basada en la vida de Kirby, King Kirby, de Crystal Skillman i Fred Van Lente, va ser representada al Brooklyn's Brick Theatre al juny de 2014 com a part del seu festival anual de teatre dedicat al comic book.[155][156]
- La novel·la de 2016 I Hate the Internet cita sovint Kirby com un "personatge central" de la novel·la.[157]
- Per marcar el centenari del naixement de Jack Kirby el 2017, DC Comics va anunciar una sèrie de One-shots sobre personatges creats per Kirby incloent The Newsboy Legion and the Boy Commandos, Manhunter, Sandman, The New Gods, Darkseid, i acabant amb The Black Racer i Shilo Norman.[158]
- El març del 2018 es va anunciar que es duria al cinema la seva obra El Quart Món.[159]

### Personatges

#### Marvel Comics

##### Jack Kirby i Joe Simon
- El Capità América i el seu company Bucky: van ser creats per Joe Simon i Jack Kirby l'any 1940. Tot i que el Capità América estava desaparegut quan es van fundar el Venjadors, es considera un membre fundador. A Bucky només el va dibuixar els deu primers números de Captain America Comics a principi dels quaranta i a flashbacks, ja que Stan Lee el va matar en el mateix còmic en que reapareixia el Capità América, al número 4 de The Avengers. Molt posteriorment es va explicar que havia sobreviscut.

##### Jack Kirby i Stan Lee
- Els Quatre Fantàstics: Els Quatre Fantàstics són els personatges de ficció d'un còmic dels Estats Units d'Amèrica creat per Stan Lee al guió i Jack Kirby al dibuix, fou publicat per primera vegada el novembre de 1961, i és considerat el començament de l'Univers Marvel. El grup el formen Mister Fantastic, la Torxa Humana, La Dona Invisible i La Cosa, encara que puntualment ha tingut altres membres. Fantastic Four ha estat considerada durant dècades com l'espina vertebral de tot l'Univers Marvel. Va formar equip amb Stan Lee durant cent números de la mateixa (encara que amb diferents entintadors), cosa que va suposar un rècord que no va estar superat fins al 2006 quan Brian Michael Bendis i Mark Bagley van arribar al nº101 de Ultimate Spider-Man. El nou rècord es va establir en els 111 números amb l'adéu de Bagley de la sèrie, mentre Bendis continuaba amb altres dibuixants.
- L'Home Formiga (Hank Pym): Hank Pym va ser creat per Stan Lee y el seu germà Larry Lieber a l'argument i guió y amb dibuxos de Kirby al número 27 de Tales to Astonish (1962) que de fet era una versió d'una història publicada al 1957 al número 57 de Mystic dibuixada per Syd Shores. En la nova versió d'aquesta història, Pym descobria un sèrum per a reduir-ne la mida a la mida d'una formiga, però se n'empenedia i el destruïa quan aconseguia tornar a la normalitat, com prèviament havia fet el personatge de Perry Moore a la història original. La novetat vindria quan retrobaríem a Pym, el mateix any 1962, ja convertit en super-heroi amb el nom d'Home Formiga a partir del número 35 de la mateixa sèrie. Amb Ernie Hart, però sense Larry Lieber, crearien a la seva companya, Wasp l'any següent, al número 44 de Tales to Astonish. Pym adoptaria una nova identitat, la de Giant-Man al número 49 de la sèrie, per Lee i Kirby, i posteriorment, ja sense cap dels seus creadors, encara n'adoptaria altres.
- El Doctor Doom: es el gran enemic dels Quatre Fantàstics, aparegut per primera vegada al número 5 de Fantastic Four (1962). És el dictador d'una nació europea imaginària anomenada Latveria. Protagonitzaria diverses sèries a partir d'un serial a Astonishing Tales (1970).
- Hulk: es un superheroi, concebut per Stan Lee i dibuixat per Kirby creat l'any 1962. Inicialment va ser l'únic fracàs de Lee i Kirby, ja que la seva primera col·lecció, titulada The Incredible Hulk, va tancar després de només 6 números, però va continuar apareixent en altres col·leccions. Fou l'artífex de la creació dels Venjadors, manipulat per Loki. Posteriorment va passar a publicar-se a Tales to Astonish que va canviar de títol al nº102 recuperant el nom de The Incredible Hulk. Als anys setanta va ser un dels primers membres dels Defenders juntament amb Namor i el Doctor Strange.
- Thor: Thor és un superheroi de l'Univers Marvel, també creat l'any 1962 per Stan Lee com guionista i dibuix de Kirby, inspirant-se en el déu nòrdic homònim. Va formar part del grup dels Venjadors des de la seva fundació l'any 1963. Les seves històries solen barrejar temes mitològics i fantàstics. També van crear bona part dels secundaris i enemics de la sèrie com Loki, Odin, Jane Foster, Balder o Sif.
- Nick Fury: es un heroi sense poders. Creat l'any 1963 per una sèrie bèlica ambientada a la Segonda Guerra Mundial titulada Sgt. Fury encara que portava a portada el títol Sgt. Fury and his Howling Commandos. El mateix any s'establia la seva connexió amb l'Univers Marvel del present quan Reed Richards, el futur líder dels Quatre Fantàstics apareixia a la sèrie durant la guerra[160] i Fury li tornava la visita al present a la sèrie Fantastic Four.[161] El 1965 es convertiria també de la mà de Lee i Kirby en el director de l'organització mundial de seguretat SHIELD.[162]
- X-Men: van aparèixer amb data de portada setembre de 1963, el mateix mes que es formaven els Vengadors amb Stan Lee als guions d'ambdós grups. Inicialment el grup el formaven Ciclop, la Noia Meravellosa, l'Àngel, la Bèstia i l'Home de Gel. El seu mentor era Charles Xavier i al seu primer número ja es trobaven el seu principal enemic, Magneto. En aquesta sèrie Kirby, sempre amb guions de Lee, també crearia a la Scarlet Witch i Quicksilver que també serien Venjadors, el nou Ka-Zar, el Juggernaut i els sentinels.
- Els Inhumans: van anar apareixent a partir de març de 1965 en que té lloc el debut de Medusa al número 36 de Fantastic Four sense explicar-se el seu origen que s'aniria explicant a poc a poc amb la presentació de la resta de la família real.
- Galactus: és un personatge de ficció de còmic de l'editorial Marvel Comics creat per Lee i Kirby. Apareix per primera vegada el març de 1966 en el número 48 de la sèrie Fantastic Four, on també hi debuta el seu herald Silver Surfer.
- Black Panther: és un personatge de ficció que debutà a Fantastic Four nº52, també l'any 1966.

A més va participar en el procés creatiu de Spider-Man i Iron Man, del que va crear les primeres armadures.

##### Kirby com a autor complet
- Eternals (eterns): aquest grup d'éssers superhumans apareix en el primer número de la sèrie homònima amb data de portada juliol de 1976. S'inspira en el llibre de Erich von Däniken.[163] El còmic explica la història d'aquests personatges amb fantàstics poders que viuen a la Terra, l'existència de la qual no s'és coneguda per l'home. Aquesta raça, així com la dels humans i una tercera, monstruosa, la de Deviants (desviants) va ser creada per extraterrestres, els Celestials, que han de tornar a jutjar les seves criatures. El xoc entre eternals i deviants és la base de la trama d'aquesta sèrie que dura només 19 números i un anual.
- Machine Man: al 1976, Jack Kirby s'encarrega d'adaptar en forma de novel·la gràfica la pel·lícula 2001: una odissea de l'espai. Al desembre d'aquest any arriba el primer número d'una sèrie que pren els elements de la pel·lícula i que porta el mateix títol original, 2001: A Space Odyssey.[164] Al vuitè episodi d'aquesta sèrie hi apareix un personatge anomenat Mister Machine, que és un robot dotat de consciència gràcies a l'acció del monòlit.[165] La sèrie acaba al setembre de 1977 al número 10 per manca de lectors,[166] però a l'abril de 1978, Jack Kirby repren el caràcter amb el nom de Machine Man i va explicar les seves aventures en el còmic homònim.[167]

- Devil Dinosaur: Marvel li va demanar una sèrie amb la que competir amb Kamandi, de la que D.C. volia emetre una sèrie de dibuixos animats. El 1978 crea aquest dinosaure vermell a una sèrie homònima.[168] Era semblant a un tiranosaure, en una terra alternativa a l'Univers Marvel en la que els dinosaures coexistien amb homes primitius, i anava sempre acompanyat de Moon Boy. La sèrie escrita per Kirby només va tenir nou números, però els personatges van continuar apareixent ocasionalment. El 2016 coprotagonitza Moon Girl and Devil Dinosaur,[169] formant equip amb la nena prodigi Lunella Lafayette enlloc de Moon Boy.

#### DC Comics

##### Jack Kirby i Joe Simon
- Newsboy Legion: L'abril del 1942, al número 7 de Star Spangled Comics, Kirby i Simon proposen una nova sèrie anomenada The Newsboy Legion, starring the Guardian. Creen un nou concepte que posteriorment es repetirà,[170] el del grup d'adolescents a qui li succeeixen aventures extraordinàries. L'adult només fa més que donar suport aquests joves. Aquesta idea agrada tant que Star Spangled Comics es converteix en una de les sèries millors venudes de DC Comics.[170]
- Boy Commandos: Al juny de 1942 al número 64 de Detective Comics apareix un nou grup de joves, sempre acompanyats per un adult, Boy Commandos, composta per quatre adolescents, cadascun de nacionalitats diferents: un anglès, un holandès, un francès i un nord-americà. A finals de 1942, el grup va oternir el seu propi còmic.[170] Kirby i Simon utilitzen aquesta idea tot el temps mentre treballen junts: el maig de 1946, al primer número de Boy Explorers publicat per Harvey (de la qual només es publiquen dos números) i l'octubre de 1950 Boy's Ranch és un western amb un grup de joves. Quan Kirby finalment s'encarrega de Superman's Pal, Jimmy Olsen recrea  The Newsboy Legion, composta ara pels fills de la banda original, que ajuden a Olsen i Superman a lluitar contra els seus enemics.[171]

##### Kirby com a autor complet
- Challengers of the Unknown: El 1957, Jack Kirby proposa a DC Comics una sèrie protagonitzada per quatre aventurers que, havent sobreviscut a una catàstrofe, estan preparats per arriscar-ho tot, convençuts de viure en temps prestat. La primera aparició d'aquests herois està en el sisè número dels còmics Showcase.[172] Els Challengers tornen al número següent, a l'onzè i al dotzè abans de tenir la seva pròpia sèrie. L'origen d'aquest grup és un projecte de Kirby i Simon que mai no va veure la llum i que Jack Kirby reutilitza. Per fer aquesta sèrie Kirby treballa amb el guionista Dave Wood. Dibuixa els vuit primers episodis abans de tornar a Marvel (en aquesta època anomenada Atlas).[173]

- Fourth World: Aquest és un ambiciós projecte proposat per Kirby a DC el 1970. Sobre quatre comics (Superman 's Pal Jimmy Olsen,  New Gods, Forever People i Mister Miracle, les tres darreres noves amb personatges de nova creació), Jack Kirby desenvolupa un univers sencer i coherent i explica la lluita despietada entre dos mons antagònics habitats per déus. D'una banda, es troba New Genesis liderat per Highfather i de l'altre Apokolis, subjecte a Darkseid. Els habitants d'aquests dos mons participen en enfrontaments èpics que reverberaran a la Terra. En 1985, Jack Kirby va retornar a aquest univers realitzant la novel·la gràfica The Hunger Dogs, que conclou la saga que volia crear.[174]

- The Demon: Quan el 1972 DC decideix suprimir dos dels títols del quart món, se li demana a Kirby que recuperi el personatge de Deadman; Kirby s'hi nega i, inspirat en un episodi del Príncep Valent de Hal Foster, prefereix proposar un nou personatge anomenat Etrigan el dimoni. Etrigan és un dimoni de l'infern convocat per Merlí per lluitar contra els seus enemics; l'ànima d'Etrigan està lligada a la d'un humà, Jason Blood, que s'ha convertit en immortal. Al segle xx, Etrigan continua lluitant contra els dimonis i els mags.[175]

- Kamandi: A l'octubre de 1972, Jack Kirby proposa aquest nou personatge a Kamandi, The Last Boy On Earth. L'editor Carmine Infantino, que veu l'èxit de la pel·lícula El planeta dels simis suggereix a Kirby que faci un còmic post-apocalíptic.[176] Kirby llavors va reprendre un projecte de 1957 titulat Kamandi of the caves[177] i així va crear una història que va representar les aventures d'un jove, Kamandi, en un món post-apocalíptic que lluita contra animals amb intel·ligència i parla, mentre busca altres éssers humans. Kirby abandona la sèrie al número 40, d'abril de 1976 per tornar a Marvel. La sèrie continuarà fins al número 59.

#### Altres

##### Còmics romàntics
El 1947 Simon i Kirby són autors de renom i ja han creat còmics importants com Captain America Comics el 1940. No obstant això, aquest any és un esdeveniment important per al duo i més àmpliament per a la indústria del còmic. Per a Prize, Simon i Kirby crearan un nou gènere: el còmic sentimental. El setembre del 1947, es publica el primer número de Young Romance. L'èxit és immediat i les vendes superen regularment el milió de còpies. Des de llavors, molts editors van a copiar la fórmula i el mercat dels còmics estarà submergit de títols rosa: My Romance (agost de 1948) a Timely, Sweetheart (octubre de 1948) a Fawcett, Kirby i Simon Young Love per Prize (1949)... 147 títols apareixen durant els anys 1949-1950 abans que aquesta lògica sobreproductiva fos abandonada i només es conservessin trenta títols el 1951 (incloent-hi els de Simon i Kirby que segueixen venent bé, un tercer títol s'afegirà el 1952: Brides.

##### Fighting American
El 1954, Joe Simon i Jack Kirby treballen per a Prize per la qual ja han creat còmics policiacs, còmics romàntics, etc. Joe Simon ofereix a Jack Kirby crear, a més, un nou superheroi patriòtic, modelat pel Captain America. L'enemic en aquest moment de la guerra freda no és el nazisme, sinó el comunisme i aquest nou heroi anomenat "Fighting American", ajudat per un jove acólit anomenat Speedboy, lluitarà especialment perillós Russos o xinesos amenaçadors. L'originalitat de les històries explicades rau en l'humor. Si el primer número és seriós, les situacions i els personatges són més caricaturitzats, les històries tenen un to més còmic. La sèrie de còmics té 10 números bimensuals (d'abril de 1954 a abril de 1955) i l'octubre de 1966, les edicions de Harvey intentaran rellançar el personatge: aquest intent només durarà un número.

##### Captain Victory and the Galactic Rangers
Captain Victory marca el retorn de Kirby al món del còmic després de la seva sortida el 1978 per a l'animació. Els editors de Pacific Comics li proposen crear per a ells una nova sèrie. Kirby treu dels seus arxius un antic projecte que es converteix en Captain Victory and the Galactic Rangers. Aquest còmic és el primer de la història que es distribueix només a les botigues especialitzades. Abans de la fallida de Pacífic, apareixen 13 números, que mostren aquest personatge ajudat pels guardes galàctics que lluiten, en un univers de space opera, contra una carrera insectoide dirigida per Lighting Lady.

## Premis i honors
Jack Kirby va rebre un gran reconeixement al llarg de la seva carrera, incloent el Premi Alley de 1967 al millor artista a llapis. L'any següent va quedar segon darrere de Jim Steranko. Els seus altres premis Alley van ser:
- 1963: història curta preferida: The Human Torch Meets Captain America, per Stan Lee i Jack Kirby, publicada a Strange Tales #114[180]
- 1964:[181]
  - Millor història: Captain America Joins the Avengers, per Stan Lee i Jack Kirby, publicada a The Avengers #4
  - Millor nova tira o llibre: "Captain America", per Stan Lee i Jack Kirby, inclosa a Tales of Suspense
- 1965: millor història curta: "The Origin of the Red Skull", per Stan Lee i Jack Kirby, a Tales of Suspense #66[182]
- 1966: Millor treball professional, en història regular curta: "Tales of Asgard" per Stan Lee i Jack Kirby, a Thor[183]
- 1967: Millor treball professional, en història regular curta: (empat) "Tales of Asgard" i "Tales of the Inhumans", ambdues per Stan Lee i Jack Kirby, a Thor[179]
- 1968:[184]
  - Millor treball professional, en història regular curta: "Tales of the Inhumans", per Stan Lee i Jack Kirby, a Thor
  - Millor treball professional, Hall of Fame: Fantastic Four, per Stan Lee i Jack Kirby; Nick Fury, Agent of S.H.I.E.L.D., per Jim Steranko (Mark Hanerfeld va donar originalment a  Nick Fury, agent de SHIELD  com a guanyador, però va descobrir que havia comptabilitzat per separat els vots de "Fantastic Four de Jack Kirby" (42 vots), "Fantastic Four de Stan Lee", i "Fantastic Four de Jack Kirby i Stan Lee", que haurien donat a Fantastic Four 45 vots més en total i, per tant, la victòria)[184]

Kirby va guanyar un Shazam Award per a un assoliment especial per un individu el 1971 per a la seva sèrie Fourth World a les sèries Forever People, New Gods, Mister Miracle i Superman's Pal Jimmy Olsen., va rebre un Premi Inkpot el 1974 i va ser incluit al Shazam Awards Hall of Fame a la cerimònia de 1975.
El Kirby Award (Premi Kirby) i Jack Kirby Hall of Fame van ser nomenats així en el seu honor.
El 1987 va ser inclòs al Saló de la Fama del Premi Will Eisner. Va rebre el Premi Humanitari Bob Clampett als Premis Eisner de 1993.
Juntament amb Will Eisner, Robert Crumb, Harvey Kurtzman, Gary Panter i Chris Ware, Kirby va estar entre els artistes guardonats en l'exposició "Masters of American Comics" al Museu Jueu de Nova York que va tenir lloc entre el 16 de setembre de 2006 i el 28 de gener de 2007.
El 2017, va ser inclòs al Science Fiction and Fantasy Hall of Fame corresponent a 2016.
L'asteroide 51985 Kirby, descobert el 22 de setembre de 2001, va ser anomenat així en el seu honor.